# 容什里
容什里（法語：Jonchery，法語發音：[ʒɔ̃ʃʁi]）是法国上马恩省的一个市镇，属于肖蒙区。

## 地理
容什里（48°8'9"N, 5°5'11"E）面积28.98 平方千米，位于法国大東部大區上马恩省，该省份为法国东北部内陆省份，北起马恩省和默兹省，西接奥布省，西南接科多尔省，东南接上索恩省，东临孚日省。
与容什里接壤的市镇（或旧市镇、城区）包括：布莱西、博洛涅、布雷特奈、肖蒙、孔德、厄菲涅、日扬库尔、默尔、塞克斯方丹、维利耶勒塞克。

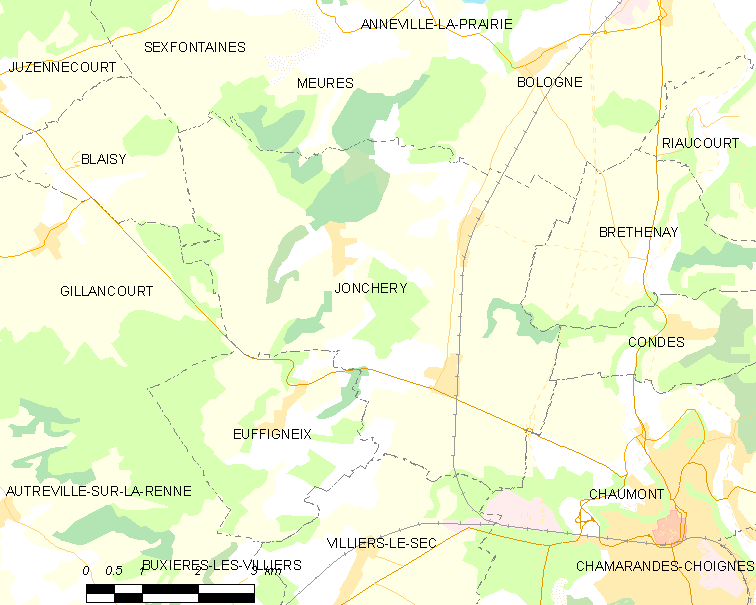
容什里的OSM定位图

容什里的时区为UTC+01:00、UTC+02:00（夏令时）。

## 行政
容什里的邮政编码为52000，INSEE市镇编码为52251。

## 政治
容什里所属的省级选区为肖蒙第一县。

## 人口

1962-2008年间容什里人口变化图示

容什里于2022年1月1日时的人口数量为960人。